# Brasileirinhas
Brasileirinhas é uma produtora brasileira de filmes pornográficos. Considerada a maior do ramo no país, tem mais de 4 mil títulos no acervo e foi fundada por Luis Alvarenga em meados de 1996.

## Histórico
Foi fundada nos anos 90 por Luis Alvarenga, dono de uma locadora de filmes, e sua esposa. Inicialmente, fez sucesso vendendo filmes de Carnaval, gays, trans e zoofilia. Com uma kombi azul, apelidada de "Viagra", percorriam as ruas de São Paulo em busca de novas atrizes.
Em 1995, o diretor da produtora Osmar Borges recrutou no Recife Mauricio Machado, o M.Max, que foi o principal diretor da produtora por mais de dez anos, até 2010.
As produções com celebridades na produtora iniciaram-se em 2004, com o ex-ator Alexandre Frota. Sob direção de José Gaspar, hoje diretor do Canal Brasil, do grupo Globosat, Frota estrelou o filme Obsessão, produção considerada equivalente às realizadas em outros polos do cinema adulto, como Estados Unidos e Alemanha.
A fase de grandes produções continuou com as paródias de filmes do cinema tradicional. Merece citação Deusa 300, que, inspirado pelo longa norte-americano 300, chegou a ganhar prêmios europeus e privilégios.
Em 2012, a Brasileirinhas, alegadamente devido ao aumento da pirataria e ao fechamento de locadoras de vídeo, além do impacto da rede Blockbuster no Brasil, que não comercializava produtos pornográficos, uniu-se a Clayton Nunes, editor de revistas e sites adultos, notadamente os da marca Sexsites, e começou a distribuir nacionalmente filmes encartados em publicações distribuídas em bancas de jornal. Teve como grande expoente na internet o seu diretor de marketing Fábio Dias, conhecido como Fabão Pornô.
A parceria também possibilitou, em 2008, o lançamento de sites oficiais pagos - hoje, com mais de 5 milhões de usuário por mês - e do canal fechado Sexy Privé Brasileirinhas com a Band, que foi exibido até o final de 2010.
Desde 2010 sendo propriedade de Nunes, a Brasileirinhas focou-se progressivamente na internet no mesmo ano. Hoje, caracteriza-se por produzir filmes adultos baseados em histórias extraídas da realidade cotidiana, inspirada por sites como Reality Kings e Brazzers, e mantém parceria com empresas norte-americanas, como Elegant Angel e Combat Zone, com as quais lança cinco filmes por mês.
Em maio de 2016, lançaram o filme Operação Leva Jato, cujo título é uma paródia da operação da Polícia Federal, a Operação Lava Jato, que investiga crimes de corrupção.
Em 2022, 140 filmes da produtora foram disponibilizados pelo serviço NOW da Net Claro.

### Atores e atrizes
No mercado brasileiro, a produtora se destacou por ter atores e atrizes pornôs de renome nacional em seu portfólio, como Kid Bengala, Monica Mattos, Vivi Fernandez e Júlia Paes, e por ter realizado produções com profissionais oriundos da tv e do cinema nacional mainstream, como Alexandre Frota, Rita Cadillac, Gretchen, Leila Lopes, Mateus Carrieri, Bruna Ferraz, Márcia Imperator e Regininha Poltergeist.

### Casa das Brasileirinhas
Desde 2012, a produtora possui também um reality show online, denominado A Casa das Brasileirinhas. Inicialmente apresentado por Alexandre Frota, o programa foi comandado pelo ator Kid Bengala até 2020.
Inicialmente, A Casa das Brasileirinhas consistiu em duas atrizes ou aspirantes a atrizes que disputavam entre si a participação na próxima produção da marca. Atualmente, apenas uma atriz permanece na casa e interage com o público durante a semana, gravando, ao fim desta, uma cena ao vivo.

### Outros segmentos
A empresa também comercializa filmes pornográficos dirigidos ao público LGBT por meio de diferentes selos e atende os segmentos gay e transexual, além de produções contendo apenas cenas de sexo lésbico.